# Robert Ayres
Robert Ayres (Michigan, 11 de dezembro de 1914 – Hemel Hempstead, 5 de novembro de 1968) foi um ator norte-americano de cinema, teatro e televisão.